# Rio Mavuba
Rio Antonio Zoba Mavuba (tengeren született; 1984. március 8. –) francia válogatott  labdarúgó, középpályás, edző.

## Sikerei, díjai
Lille
- Francia bajnok (1): 2010–11
- Francia kupagyőztes (1): 2010–11